# Nikos Beloianis
Nikos Beloianis (n. 22 decembrie 1915, Amaliada, Peloponez, Grecia de Vest și Insulele Ionice⁠(d), Grecia – d. 30 martie 1952, Goudi⁠(d), Administrația descentralizată a Atticii⁠(d), Grecia) a fost un politician comunist grec executat în anul 1952.

## Memoria
Mai multe străzi și școli din Republica Populară Română, precum și fabrica de încălțăminte din Timișoara i-au purtat numele.
1. ↑  Czech National Authority Database, accesat în 1 martie 2022